# Пузанова, Екатерина Александровна
Екатери́на Алекса́ндровна Пуза́нова (род. 12 июня 1979, Выкса, Горьковская область) — российская легкоатлетка, специалистка по бегу на средние дистанции. Выступала за сборную России по лёгкой атлетике в начале 2000-х годов, чемпионка Европы в помещении на дистанции 1500 метров, победительница и призёрка первенств национального значения. Представляла Московскую и Нижегородскую области. Мастер спорта России международного класса.

## Биография
Екатерина Пузанова родилась 1 января 1979 года в городе Выкса Горьковской области.
Занималась лёгкой атлетикой под руководством местного заслуженного тренера Александра Викторовича Абрамова.
Первые по-настоящему высокие результаты стала показывать в 2001 году, в том числе выполнила норматив мастера спорта международного класса.
Наивысшего успеха в своей спортивной карьере добилась в сезоне 2002 года. На зимнем чемпионате России в Волгограде одержала победу сразу в двух дисциплинах — беге на 800 и 1500 метров. Попав в основной состав российской национальной сборной, побывала на чемпионате Европы в помещении в Вене, где на дистанции 1500 метров обошла всех своих соперниц и завоевала золотую медаль. Позже взяла бронзу в беге на 1500 метров на летнем чемпионате России в Чебоксарах, уступив Татьяне Томашовой из Пермской области и Елене Задорожной из Иркутской области. В той же дисциплине стартовала на летнем чемпионате Европы в Мюнхене, но здесь выйти в финал не смогла.
В 2003 году на зимнем чемпионате России в Москве победила в беге на 800 метров и стала бронзовой призёркой в беге на 1500 метров. На последовавшем чемпионате мира в помещении в Бирмингеме в дисциплине 800 метров благополучно преодолела предварительные забеги и в финале финишировала шестой, но провалила допинг-тест — её проба показала повышенное содержание норандростерона и андростендиона. В итоге её дисквалифицировали сроком на два года, а показанный на чемпионате мира результат был аннулирован. После окончания дисквалификации Пузанова не вернулась в состав российской национальной сборной и больше не показывала сколько-нибудь значимых результатов на международной арене.